# Allersberg
Allersberg è un comune-mercato di 8 492 abitanti, situato nel Land tedesco della Baviera.